# Murat Coşkun

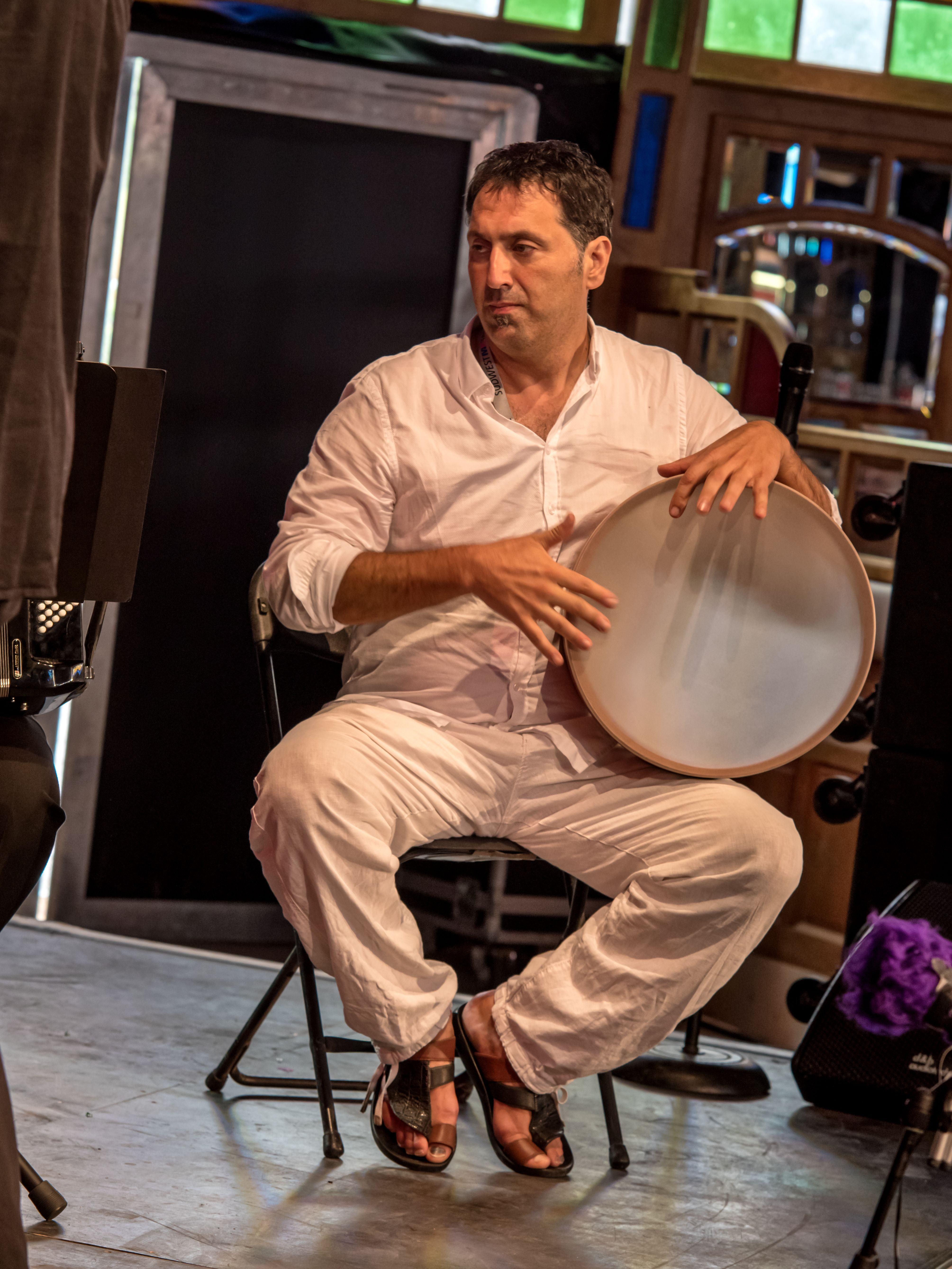
Murat Coşkun auf dem ZMF 2016 in Freiburg

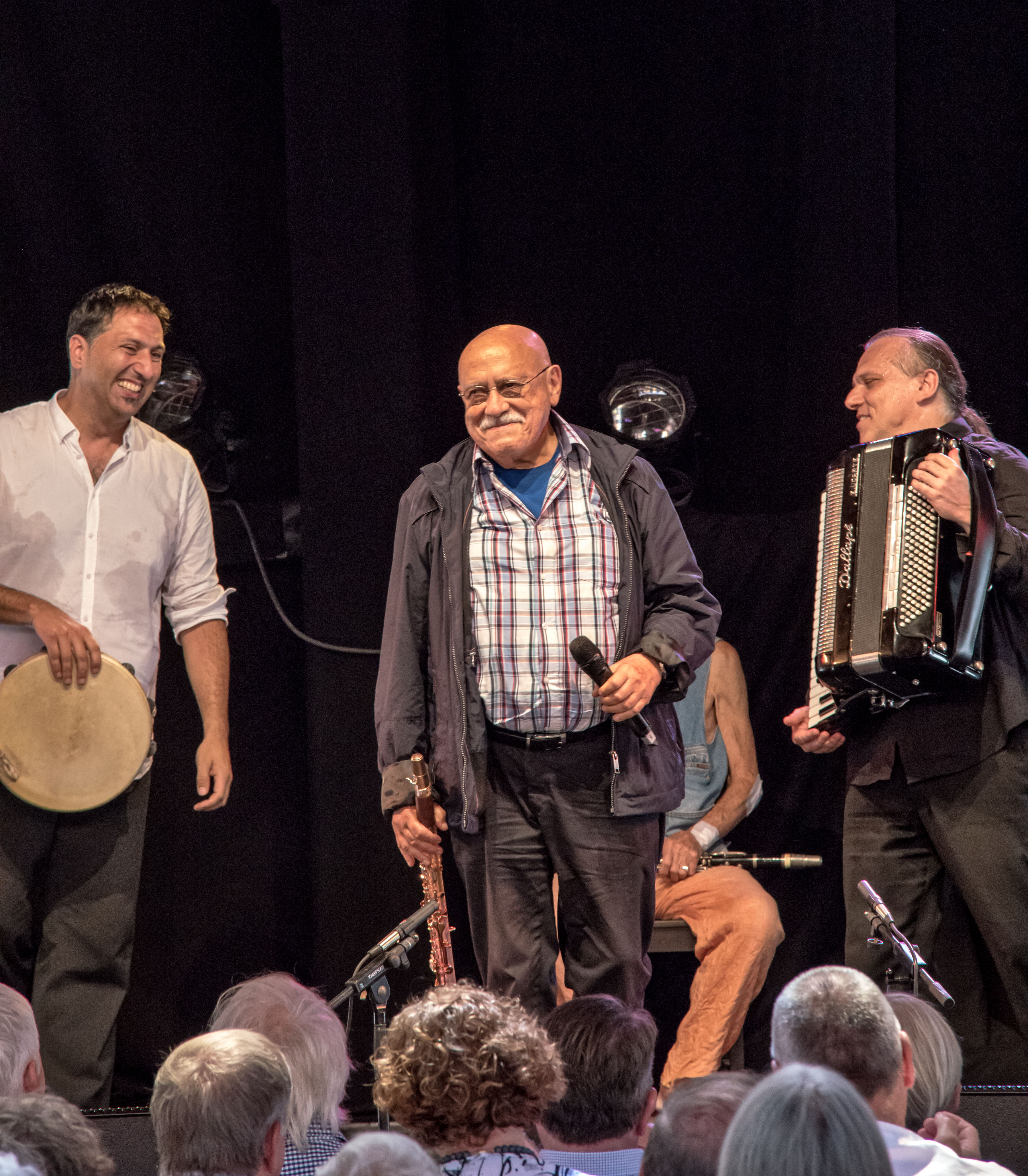
Giora Feidman, Enrique Ugarte (ZMF 2016) und Murat Coşkun

Murat Coşkun (* 1972 in Ulm) ist ein deutscher Perkussionist. Der Sohn türkischer Eltern ist Dozent internationaler Rahmentrommel-Meisterklassen. Als Mitglied im Ensemble FisFüz erhielt er 1998 den SWR-Weltmusik-Preis. Der Berufsmusiker und Orientalist ist auch an Neuentwicklungen von Perkussionsinstrumenten beteiligt.

## Leben und Wirken
Im Zuge seines abgeschlossenen Studiums der Orientalistik und Musikethnologie in Freiburg im Breisgau, wo er seither auch lebt, widmete sich Murat Coşkun hauptberuflich der Tätigkeit als Perkussionist. Er vermittelt zwischen den musikalischen Welten des Orients und Okzidents, schöpft aus einem Musikrepertoire unterschiedlichster Kulturen und engagiert sich in Bereichen wie Weltmusik, Alte Musik, Jazz, Neue Musik, und experimenteller Perkussion. Coşkun ist Schüler von Glen Velez und hat sich auf Volksmusik und die klassische wie auch die religiöse Musik Vorderasiens und Osteuropas spezialisiert, die er teils vor Ort studierte. In Zusammenarbeit mit dem Komponisten Klaus Hinrich Stahmer und dem libanesischen Dichter Fuad Rifka entwickelte er Crossover-Techniken für die CD Gesänge eines Holzsammlers.
Er konzertiert weltweit mit seinem Soloprogramm Finger Dance, ist Perkussionist u. a. von Giora Feidman sowie Mitglied des Ensemble FisFüz (Oriental Jazz) und der Freiburger Spielleyt (Alte Musik). Mit dem 4-fachen Grammy-Gewinner Glen Velez und der Stimmakrobatin Loire (Lori Cotler) gründete er das Trio Rhythmystic Voice. Immer wieder wird er als Solo-Perkussionist zur Zusammenarbeit eingeladen von Orchestern wie den NDR Radiosymphonikern, dem Freiburger Barockorchester, Tonkünstler Orchester Nieder Österreich. Er arbeitete mit internationalen Musikern wie Kudsi Ergüner, Misirli Ahmet und Dirigenten wie Attilio Cremonesi, Michael Hofstetter, Enrique Ugarte zusammen. Seine Konzerte führten ihn u. a. nach West- und Osteuropa, in die Mongolei, USA, nach Vietnam, Kambodscha, Indonesien, Laos, Korea, Marokko, Algerien, Tunesien, Türkei, Iran, Israel und Sudan.
Neben seinen Konzerttätigkeiten betätigt er sich auch als Studiomusiker sowie als Komponist für CD-, DVD und Theaterproduktionen (u. a. BR, Theater Luxembourg, Theater Luzern). TV- und Rundfunkproduktionen mit und über ihn wurden u. a. bei ARD, ZDF, SWR, ARTE, BR, WDR, Deutschlandradio, MDR und Radio Bremen gesendet.
Seit 1994 unterrichtet Coşkun Schlaginstrumentenspiel im In- und Ausland (u. a. in Deutschland, in der Schweiz, Spanien, USA, Türkei, Iran) und wird als Gastdozent für orientalische Perkussion und Rahmentrommeln eingeladen. Als Autor bei der Zeitschrift Drums und Percussion entwickelte er die erste Rahmentrommel-Lehr-DVD Finger Dance und ist als Endorser der Firmen Anklang Musikwelt und Schlagwerk Percussion an der Neuentwicklung von Rahmentrommeln beteiligt. Seit 2015 leitet Murat Coşkun an der Popakademie Mannheim den Studiengang World Percussion und lehrt dort das Fach Rahmentrommeln.
Murat Coşkun wurde 1998 mit dem SWR-Weltmusikpreis und 2004 mit dem Zelt-Musik-Festival-Preis ausgezeichnet.
Coşkun ist außerdem Gründer und Leiter des internationalen Rahmentrommelfestivals Tamburi Mundi (etwa „Rahmentrommeln der Welt“). Das Festival findet seit 2006 jährlich Ende Juli / Anfang August in Freiburg statt und hat zum Ziel, ein international vernetztes Forum für Rahmentrommler zu schaffen. 2006 veröffentlichte der Musiker im Kontext des Festivals eine Doppel-CD heraus, die das Fachmagazin für World Music blue rhythm als „das lebendige Protokoll eines einmaligen Events“ lobte. Das jährlich stattfindende Festival gehört mittlerweile zu den wichtigsten Rahmentrommel-Veranstaltungen und wird neben Freiburg mittlerweile auch in anderen Orten in Ländern wie Iran und Italien veranstaltet.

## Ensembles/Projekte
- Giora Feidman
- Ensemble FisFüz (Oriental Jazz)
- Tamburi Mundi Festival ensemble (Oriental Jazz)
- Freiburger Barockorchester
- Freiburger Spielleyt (Alte Musik)
- Paul Maar (Das Fliegende Kamel)
- Rhythmystic Voice: Trio mit Glen Velez und Lori Cotler
- Solo: Rhythmystic Finger Dance

sowie weitere Projekte in den Bereichen zeitgenössischer Tanz, alte Musik, neue Musik, Klassik und Weltmusik

## Diskographie (Auswahl)
- 2008: Rhythmystic Silence; mit Glen Velez, Lori Cotler, Cheikh Kane
- 2012: Frames and Drums; mit Giora Feidman, Michel Godard, bei Pianissimo Musik
- 2017: Visions; mit David Friedman, Arezoo Rezvani, bei Pianissimo Musik
- 2021: Miniatures; mit Camerata String Quartet, bei Eigenverlag

### Mit Ensembles
- 2000: Döner Four One
- 2003: Duo Tzschoppe-Coskun: Z(w)eitläufe, Eigenverlag
- Mit Freiburger Spielleyt:
  - 2003: Tempus Fugit, Christopherus Verlag
  - 2008: Cum Tympano
- 2018: Masters of Frame Drums; mit Glen Velez, Zohar Fresco, Andrea Piccioni bei Pianissimo Musik

- Mit ensemble FisFüz:
  - 1998: Bosphorus Fishing, Eigenverlag
  - 2000: SimSimm, Peregrina Music
  - 2008: Yakamoz, Eigenvertrieb
  - 2009: Golden Horn Impressions, Peregrina Music
  - 2011: Ashure, Pianissimo
  - 2019: Lale, Pianissimo

### Als Gastmusiker
- Bei Giora Feidman:
  - 2004: Safed, Pläne
    - Quartetto con affetto, Spektren, Bauer-Studios

  - 2005: Klezmundi, Pläne
  - 2006: Crossing borders, Pläne
  - 2008: The Spirit of Klezmer, Pläne 2008

### Als Herausgeber
- 2006: Tamburi Mundi, Various Artists, Tamburi Mundi
- 2007: Tamburi Mundi, Various Artists, Tamburi Mundi
- 2009: The Wizards of Rhythm, Various Artists of Tamburi Mundi 2008, bauer studios / Chaos

## DVD
- 2004: Finger Dance – Instructional DVD for Frame Drums  (Anleitungen für Schlagwerk und Percussion)